# Chanson
La chanson (pronuncia francese [ʃɑ̃ˈsɔ̃], "canzone", dal latino cantio) in generale, si tratta di una composizione con testo in francese. Tuttavia, con la traduzione della voce nelle varie lingue, è complessivamente una composizione musicale abbinata ad una poesia.
In un linguaggio più specialistico la parola chanson si riferisce alla canzone polifonica francese del tardo medioevo e del rinascimento, diffusa da trovieri e trovatori.
Le prime chanson erano scritte nelle forme codificate della ballata o del rondò, successivamente molti compositori musicarono delle poesie popolari in varie forme che assunsero le definizioni di chanson d'histoire, di chanson dramatique, di chanson de danse, di chanson d'aube, di reverdie e di pastourelle. 
Le prime chanson erano per due, tre e quattro voci. La quarta voce venne aggiunta soltanto a partire dal XVI secolo. In alcuni casi i cantori erano accompagnati da uno strumento.

## Chanson antiche
Dopo l'epoca dei trovatori e dei trovieri, un primo importante compositore di chanson fu, nel XIV secolo, Guillaume de Machaut: egli compose numerose chanson a una-tre voci di varia natura. Nel secolo successivo Guillaume Dufay fu il primo esponente della chanson fiammingo-borgognona: compose brani a tre voci utilizzando la tecnica del fauxbourdon.
Il primo libro di musica stampato con i caratteri mobili fu una raccolta di 99 chanson intitolata Harmonice Musices Odhecaton, pubblicata nel 1501 a Venezia da Ottaviano Petrucci.
Fra il tardo XV secolo ed i primi anni del XVI secolo fra i grandi compositori di chanson figurano Johannes Ockeghem e Josquin Des Prez i cui lavori, composti in forme codificate, presentano delle similitudini con i mottetti e le sezioni di messa composti nello stesso periodo.
La fase successiva della storia del genere, detta chanson parigina, fu rappresentata principalmente da Clément Janequin, autore di chanson descrittive ricche di onomatopee come La Guerre (1528), nella quale le voci imitano gli eventi sonori di una battaglia.
A metà del XVI secolo Orlando di Lasso nel comporre le proprie chanson  subì l'influsso dei madrigali dei musicisti italiani.
In questo periodo, molte opere strumentali (principalmente per liuto e per strumenti a tastiera) consistono in libere rielaborazioni di chanson famose: da questo genere di composizioni ebbe impulso il formarsi di un primo repertorio musicale esclusivamente strumentale.
Nel tardo Cinquecento, continuando a evolversi, la chanson assunse nuove caratteristiche, dando origine all'air de cour (1570-1650).
Ulteriori sviluppi della chanson d'autore prendono i nomi di romance nel Settecento e, in epoca romantica, di mélodie.